# Chao de Fabeiro
Chao do Fabeiro (llamada oficialmente San Ramón do Chao do Fabeiro) es una parroquia española del municipio de Monforte de Lemos, en la provincia de Lugo, Galicia.

## Otras denominaciones
La parroquia también es conocida por el nombre de San Román de Chao de Fabeiro.

## Límites
Limita con las parroquias de Martín y Villalpape al norte, Valverde al este, Ribasaltas y Seoane al sur y Baamorto y Fiolleda al oeste.

## Organización territorial
La parroquia está formada por siete entidades de población, constando seis de ellas en el nomenclátor del Instituto Nacional de Estadística español:

### Entidades de población
Entidades de población que forman parte de la parroquia:
- A Encrucillada
- Fabeiro (O Fabeiro)
- Hermida (A Ermida)
- Mato (O Mato)
- Porto de Lobos
- San Martiño

### Despoblado
Despoblado que forma parte de la parroquia:
- Cuatro Caminos (Catro Camiños)

## Demografía
| Gráfica de evolución demográfica de Chao do Fabeiro entre 2000 y 2020 |
|                                                                       |
| Datos según el nomenclátor publicado por el INE.                      |